# Balkuy
Balkuy est une localité du département de Ouagadougou, dans la province de Kadiogo (région Centre) au Burkina Faso. En 2006, cette localité comptait 6 426 habitants dont 50,25 % de femmes.